# Кирилловка (Казахстан)
Кири́лловка (каз. Кирилловка) — село у складі Айиртауського району Північноказахстанської області Казахстану. Адміністративний центр Українського сільського округу.
Населення — 749 осіб (2021; 936 у 2009, 1005 у 1999, 1124 у 1989).
Національний склад станом на 1989 рік:
- казахи — 34 %
- росіяни — 31 %
- українці — 23 %.